# Minuskel 71
Minuskel 71 (in der Nummerierung nach Gregory-Aland), ε 253 (von Soden) ist eine griechische Minuskelhandschrift des Neuen Testaments auf 265 Pergamentblättern (16,3 × 12,2 cm). Das Manuskript ist durch sein Kolophon auf das Jahr 1160 datiert. Die Handschrift ist vollständig. 

## Beschreibung
Der Kodex enthält den Text der vier Evangelien. Er wurde einspaltig mit je 20–26 Zeilen geschrieben und enthält die Epistula ad Carpianum, Listen von κεφαλαια, κεφαλαια, τιτλοι, Ammonianische Abschnitte (Matthäus 356, Markus 234, Lukas 342, Johannes 219) und den Eusebischen Kanon. Lektionar-Markierungen wurden im 15. Jahrhundert hinzugefügt.
Der griechische Text des Kodex gehörte zur Textfamilie 1424. Kurt Aland ordnete es in keine Kategorie ein.

## Geschichte
Der Kodex gehörte einmal einem Erzbischof von Ephesos. Es wurde im Jahr 1675 von Philip Traheron, einem englischen Priester in Smyrna, nach England gebracht.
Im Jahr 1679 wurde der Kodex der Bibliothek des Lambeth Palace in London übergeben, wo er sich heute noch befindet.